# Javier Portillo
Javier García Portillo (* 30. März 1982 in Aranjuez) ist ein ehemaliger spanischer Fußballspieler. Seine bevorzugte Position war die des Mittelstürmers.

## Karriere
Der Mittelstürmer kam 1994 in die Jugend von Real Madrid und spielte dort erfolgreich in den diversen Nachwuchskategorien. In der Saison 2001/02 war er für die Zweite Mannschaft der Madrilenen, Real Madrid Castilla, tätig und debütierte am 20. März 2002 auch im ersten Kader, beim Champions-League-Spiel gegen Panathinaikos Athen. Bereits seinen ersten Einsatz krönte er mit einem Tor.
Portillo, der mit über 150 Treffern den Rekord in Real Madrids Jugend hält, ging im Sommer 2002 in den Kader der Ersten Mannschaft über, wo er sich in zwei Spielzeiten allerdings nicht einen Stammplatz sichern konnte. So verlieh ihn der Klub schließlich im Sommer 2004 an den italienischen Erstligisten AC Florenz, wo er zumeist im Mittelfeld zum Zug kam. Der Abgang von Fernando Morientes im Januar 2005, und die daraus resultierende Stürmerknappheit führten dazu, dass Real Madrid frühzeitig das Leihgeschäft beendete, und Portillo wieder in den Kader nahm, doch unter Trainer Vanderlei Luxemburgo brachte er es nur auf zwei Ligaeinsätze.
Die Saison 2005/06 bestritt er leihweise für den FC Brügge und brachte es bei 24 Ligaeinsätzen auf acht Tore. Außerdem steuerte er zwei Treffer in der Champions League und einen im UEFA-Pokal bei.
Nach seiner Rückkehr zu Real Madrid transferierten diese den Stürmer im Sommer 2006 zum Aufsteiger Gimnàstic de Tarragona, wo er trotz elf Treffern den sofortigen Wiederabstieg der Katalanen nicht verhindern konnte. Von 2007 bis 2009 war Portillo für CA Osasuna tätig. Nach zwei Jahren bei Osasuna wechselte er zu Hércules Alicante, mit denen er 2009/10 in die Primera División aufstieg. 2011 verließ er Hércules in die Segunda División in Richtung UD Las Palmas.
Nach nur einer Spielzeit kehrte er zu Hércules Alicante zurück. Dort beendete Portillo dann am 28. Dezember 2015 seine aktive Karriere.

## Erfolge
- Champions-League-Sieger: 2001/02
- UEFA-Super-Cup-Sieger: 2002
- Weltpokalsieger: 2002
- Spanischer Meister: 2002/03
- Spanischer Supercupsieger: 2003